# Renzo Novatore
Renzo Novatore (12 de maio de 1890 – 29 de novembro de 1922) é o pseudônimo de Abele Rizieri Ferrari, um anarquista individualista de tendência ilegalista italiano. É conhecido por seu poema Até o nada criador tradução do poeta paraibano Joedson Adriano que se associa com o futurismo de esquerda. Seu pensamento é influenciado por Max Stirner, Friedrich Nietzsche, Georges Palante, Oscar Wilde, Henrik Ibsen, Arthur Schopenhauer e Charles Baudelaire.
Abele Ricieri Ferrari nasceu em Arcola, Ligúria,Itália, em 12 de maio de 1890 numa família camponesa pobre. Nunca se adequou à disciplina escolar e abandonou a escola em seu primeiro ano, não voltando mais. Enquanto trabalhava nas terras do seu pai, ele se auto-educou com ênfase em poesia e filosofia. Em seu povoado estava cercado por uma vibrante cena anarquista da qual começou a se aproximar.
Descobriu Errico Malatesta, Kropotkin, Ibsen, Nietzsche, a quem Novatore citava extensivamente, e especialmente Max Stirner. Desde 1908 abraçou o anarquismo individualista. Em 1910 lhe acusaram de queimar uma igreja local e passou 3 meses na prisão, mas sua participação no incêndio nunca se comprovou. Um ano depois, desapareceu por alguns meses porque a polícia o procurava por roubo. Em 30 de setembro de 1911, a polícia o prendeu por vandalismo. Justificava o desprezo pelo trabalho e de acordo com sua filosofia de vida, assumia a expropriação individual para o que necessitava e o uso da força não era um problema para ele.
Em 1914 começou a escrever para periódicos anarquistas. Foi chamado ao serviço militar obrigatório em 1912, mais foi dispensado por causas desconhecidas. Quando da Primeira Guerra Mundial desertou de seu regimento em 26 de abril de 1918 e foi condenado a morte por un tribunal militar por deserção e traição em 31 de outubro. Novatore era casado e tinha 2 filhos nesse tempo. Nos últimos meses de 1918, seu filho mais novo morreu, e Novatore regressou a su casa arriscando ser preso para dar-lhe o último adeus.
Estava envolvido em um coletivo anarco-futurista em La Spezia o qual liderava junto com Auro d'Arcola para atuar no grupo antifascista militante Arditi del Popolo. Era amigo próximo de Alberto Parlatore, Enzo Martucci e Bruno Filippi. Novatore escreveu para periódicos anarquistas como Cronaca Libertaria, Il Libertario, Iconoclastal, Gli Scamiciati, Nichilismo, Pagine Libere onde debatia com outros anarquistas como Camillo Berneri. Publicou uma revista intitulada Vertice.
Em maio de 1919 a cidade de La Spezia caiu sob o controle do autoproclamado Comitê Revolucionário. Em de 30 de junho do mesmo ano, Novatore se escondeu em um refúgio no campo perto da cidade de Sarzana. Um camponês informou à policía de sua presença e Novatore foi condenado a 10 anos de prisão, mas teve a liberdade por uma anistia geral poucos meses depois. No começo de 1920 a Itália estava a ponto de ser tomada pelo fascismo. Decidiu regressar à clandestinidade e em 1922 se uniu a um bando de ladrões liderado pelo anarquista Sante Pollastro.
Foi assassinado por carabinieri em Teglia, perto de Genova, em 29 de novembro de 1922 enquanto andava com Pollastro, mas Pollastro escapou. No corpo de Novatore, a polícia encontrou alguns documentos falsos, uma pistola e algumas balas, uma granada de mão e um anel com um compartimento secreto com uma dose letal de cianureto.